# Брахіцерус зморшкуватий
Брахіцерус зморшкуватий (Brachycerus sinuatus) — вид комах з родини Brachyceridae.

## Морфологічні ознаки
9,0-18,0 мм. Чорний, верх майже голий, ноги і вусики з короткими щетинкоподібними волосками. Головотрубка довша за свою ширину, її спинка сплющена, з неглибоким грубим пунктуванням і нерівною поверхнею. Голова коротка, широка, гладенька; лоб значно нижчий за головотрубку, посередині з великим кілем, очі сильно виступають над лобом. Передньоспинка з двома розріджено пунктованими серединними ребрами, між якими знаходиться широка борозенка. По боках розташовані два коротші ребра з розрідженим пунктуванням. Боки передньоспинки з широкими загостреними горбками. Щиток відсутній. Надкрила заокруглені з боків, опуклі, з зигзагоподібно піднятими проміжками, часто з горбками на непарних проміжках.

## Поширення
Балканський півострів, Мала Азія, південь України (Одеська область, Крим). В Україні —поодинокі знахідки.

## Особливості біології
Мешкає на відкритих ділянках по схилах гір, на яйлах, на приморських схилах. Дорослі жуки живляться на дикорослій цибулі білоцвітій. Біологія розмноження недосліджена.

## Загрози та охорона
Заходи з охорони не розроблені. Потрібно вивчити особливості біології виду, з'ясувати причини зміни його чисельності, створити в місцях перебування виду ентомологічні заказники.